# Hebenstretia lanceolata
Hebenstretia lanceolata là một loài thực vật có hoa trong họ Huyền sâm. Loài này được Rolfe mô tả khoa học đầu tiên.